# Totó la Momposina
Sonia Bazanta Vides (Talaigua Nuevo, Bolívar, Colombia, 1 de agosto de 1940), más conocida como Totó la Momposina, es una cantante de música folclórica de la Costa Caribe de Colombia.

## Biografía
Su música combina elementos africanos, indígenas y españoles tal como sucedió durante la época de la colonización española en América. Los ritmos que nacieron de esa fusión fueron múltiples y los más representativos son la gaita, la cumbia, el porro, la chalupa, el sexteto y el mapalé. 
Pertenece a la cuarta generación de una familia dedicada a la música, aprendió a bailar y cantar desde niña pues su padre, Daniel Bazanta, era percusionista y su madre, Libia Vides de Bazanta (fallecida el 22 de septiembre en 2018), era cantante y bailarina. En 1964, junto a sus padres y hermanos, conformó su primer grupo. Después de estudiar en el conservatorio de la Universidad Nacional de Colombia y de realizar varias giras internacionales, en 1982 acompañó a Gabriel García Márquez a recibir el Premio Nobel de literatura en Estocolmo, Suecia.
Grabó su primera producción en Francia en el año 1983. Posteriormente se dedicó a recorrer Europa y a estudiar en la universidad de La Sorbona de París, así como en otras instituciones de Santiago de Cuba y La Habana.
En 1991 participó en el Festival Cervantino de Guanajuato y en el festival de música del Caribe en Cancún, ambos en México. Ese año es invitada por WOMAD (World Music Arts and Dance), la fundación de Peter Gabriel, para grabar con el sello Real World el álbum “La Candela Viva” que apareció en el año 1993. En 1992 representó a Colombia en la Feria Mundial realizada en Sevilla, España .
En 2002 fue nominada al Premio Grammy Latino en la categoría mejor álbum tropical tradicional por Gaitas y Tambores. Posteriormente, en el año 2010 fue invitada a participar de la noche latinoamericana de los festejos por el Bicentenario de Argentina, el 22 de mayo, junto con grandes cantantes latinoamericanos. Ha hecho colaboraciones con artistas como Calle 13, Lila Downs, Celso Piña, Mónica Giraldo, Alfonso Espriella y Jorge Celedón.
En 2006, recibió en Sevilla el premio WOMED, el más importante galardón del Word Music; en 2011 el Ministerio de Cultura de Colombia le otorgó el Premio Nacional Vida y Obra. En 2015 la academia del Grammy Latino la distinguió con el Premio a la Excelencia Musical por su destacada trayectoria, y en
2017 fue reconocida por la Universidad Pedagógica Nacional de Colombia con el título de Doctora honoris causa en Educación.
El 20 de septiembre de 2022 se anunció el retiro de la artista de los escenarios.

## Discografía
- 1983: Colombia - Totó La Momposina Y Sus Tambores
- 1989: Cantadora
- 1993: La Candela Viva
- 1995: Carmelina
- 2000: Pacantó
- 2010: La Bodega
- 2014: El Asunto
- 2015: Tambolero
- 2016: Oye Manita
- 2018: La Verdolaga
- 2020: Tanguita

## Éxitos
Totó La Momposina Y Sus Tambores
Aguacero De Mayo, A dos Velas, Tres Golpes, Soledad, Mañanitas De Diciembre, El Tigre, Mohana, Puya Puyará, Rosa, La Verdolaga, Son De Farotas, El Piano De Dolores, Tambolero, La Maya, Peyo Torres, El Cascabel, Le La Le La
La Candela Viva
1. Dos de Febrero 2. Adiós Mulata 3. El Pescador 4. La Sombra Negra 5. Dame La Mano Juancho 6. Malanga 7. Mapalé 8. Curura 9. Chí Chí Maní 10. La Candela Viva 11. La Acabación
Carmelina
Chí Chí Maní, La Ceiba, Ven pronto, Los Sabores del porro, Indios Farotos, La Sombra Negra, Carmelina, Las cuatro palomas, Mohana, Millo Son, Agua, Hacha Machete y Garabato-La Tres Puntá 
Pacantó
Pacantó, Goza Plinio Sierra, Milé, Acompáñala, La Ripiá, La Cumbia está herida, Chambacú, Repárala, Pozo Brillante, Así lo grita Totó, La Paloma, La Acabación, Oye Manita, El Porro Magangueleño, Mami Watá
Cantadora
Aguacero de Mayo, Tres golpes, Soledad, Mañanitas de diciembre, El tigre, Mohana, Puya puyará, Rosa, La verdolaga, Son de farotas, El piano de dolores, Tambolero, La maya, Peyo Torres, El cascabel, Le la le la
Gaitas y Tambores
Totó remix: (la candela viva, Adiós mulata, Mapalé, Goza Plinio Sierra), Tres golpes, Hacha, machete y garabato – Las tres puntá, Prende la vela, Rosa, La ripiá, La verdolaga, Pozo brillante, Las cuatro palomas, Tambolero, Prende la vela, Totó remix (Versión DJs): (la candela viva, Adiós mulata, Mapalé, Goza Plinio Sierra)
“Totó la Momposina Total”
- Disco 1: La ceiba, El piano de Dolores, Indios farotos, Dos de febrero, Peyo Torres, Millo son, Así lo grita Totó, Chambacú, Aguacero de mayo, Carmelina, Oye manita, Mañanitas de diciembre, Yo me llamo cumbia
- Disco 2: Soledad, La candela viva, Son de farotas, Acompáñala, La maya, El pescador, La acabación, Mapalé, Mohana, Puya puyará, La cumbia está herida, Le la le la, Mami Watá

## Congos de Oro
Otorgado en el Festival de Orquestas del Carnaval de Barranquilla:
| Año  | Trabajo nominado  | Categoría  | Resultado |
| ---- | ----------------- | ---------- | --------- |
| 1999 | Totó la Momposina | Lo Nuestro | Ganador   |
| 2009 | Totó la Momposina | Lo Nuestro | Ganador   |